# مارينكو بيتكوفيتش
مارينكو بيتكوفيتش هو لاعب كرة قدم صربي في مركز الهجوم، ولد في 17 سبتمبر 1976 في باتشكا بالانكا في صربيا. لعب مع نادي تشوكاريتشكي ونادي خزر لنكران.

## وصلات خارجية
- مارينكو بيتكوفيتش على موقع قاعدة بيانات كرة القدم.إي يو (الإنجليزية)
- مارينكو بيتكوفيتش على موقع عالم كرة القدم.نت (الإنجليزية)